# Alonso Díaz Moreno
Alonso Díaz Moreno (1526, Valencia de Don Juan, España – 1602, Caracas, Venezuela) fue un conquistador español, reconocido oficialmente como el fundador de la ciudad de Valencia, Venezuela, el 25 de marzo de 1555.

## Biografía
Nació en 1526 en Valencia de don Juan en el Reino de León. En 1537, llegó a Santo Domingo, República Dominicana, y, antes de 1551, se trasladó a Santa Ana de Coro, Provincia de Venezuela. Posteriormente, se estableció en Borburata, desde donde participó en diversas expediciones y actividades coloniales.
Contrajo matrimonio en primeras nupcias con Ana Gómez de Agüero y Rojas, con quien tuvo diez hijos: Juana, Bernardino, Leonor, Catalina, Germana, Beatriz (casada con Simón de Bolívar y Castro), Ana, Luis y dos hijas llamadas Francisca. Tras enviudar, se casó en Caracas con Ana de Cepeda y Rojas, hija de Diego Gómez de Agüero y Ana de Rojas, quienes fueron ejecutados por Lope de Aguirre en la isla de Margarita. Con Ana de Cepeda tuvo una hija llamada Catalina.

### Fundación de Valencia
Según el historiador José de Oviedo y Baños, en su obra Historia de la conquista y población de la Provincia de Venezuela (1723), Alonso Díaz Moreno fundó la ciudad el 25 de marzo de 1555, por encargo del gobernador Alonso Arias de Villasinda. Esta versión ha sido aceptada oficialmente y es la fecha que se conmemora como la fundación de Valencia.

### Cargos y actividades
Alonso Díaz Moreno desempeñó diversos cargos en la administración colonial. Fue alcalde ordinario de Santiago de León de Caracas en 1574 y 1591, regidor, tesorero de la Real Hacienda, auditor mayor del Mar Océano, alcalde gobernador de la provincia y de la Santa Hermandad, teniente de gobernador y capitán general, y consejero representante del rey en el año 1600.
En 1595, recibió el título de un hato de ganado mayor en el valle de Guacara, jurisdicción de la Nueva Valencia del Rey. Su influencia se extendió más allá de la provincia de Venezuela, participando en el Consejo y Cámara de Indias y en los Tribunales del Santo Oficio de la Inquisición.

### Participación en expediciones
En 1564, acompañó al gobernador Alonso Bernáldez de Quirós en una expedición al valle del Cáncer, río Tuy. En 1567, apoyó la expedición del capitán Diego de Losada para la conquista del valle de Caracas, proporcionando recursos, hombres y ganado, aunque no participó directamente en la campaña.

## Descendencia notable
Entre sus descendientes se encuentran figuras destacadas de la historia venezolana, como Juan Vicente Bolívar y Ponte, Juan Agustín Bolívar, María Antonia Bolívar Palacios, Juana Bolívar Palacios, Juan Vicente Bolívar Palacios, Simón Bolívar, Guillermo Palacios Bolívar, Anacleto Clemente Bolívar, Fernando Bolívar, Henrique Capriles, Eugenio Mendoza Goiticoa, Eduardo Mendoza Goiticoa, Leopoldo López, Thor Halvorssen Mendoza, Carlos Toro Manrique, Miguel Toro Ramírez y Carlos Acedo Toro.